# Abnoba

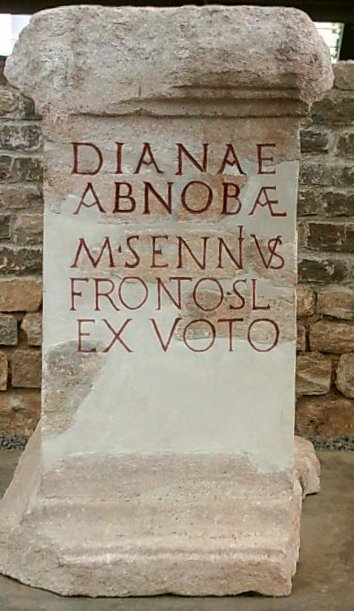
O altar à Diana Abnoba em Badenweiler.

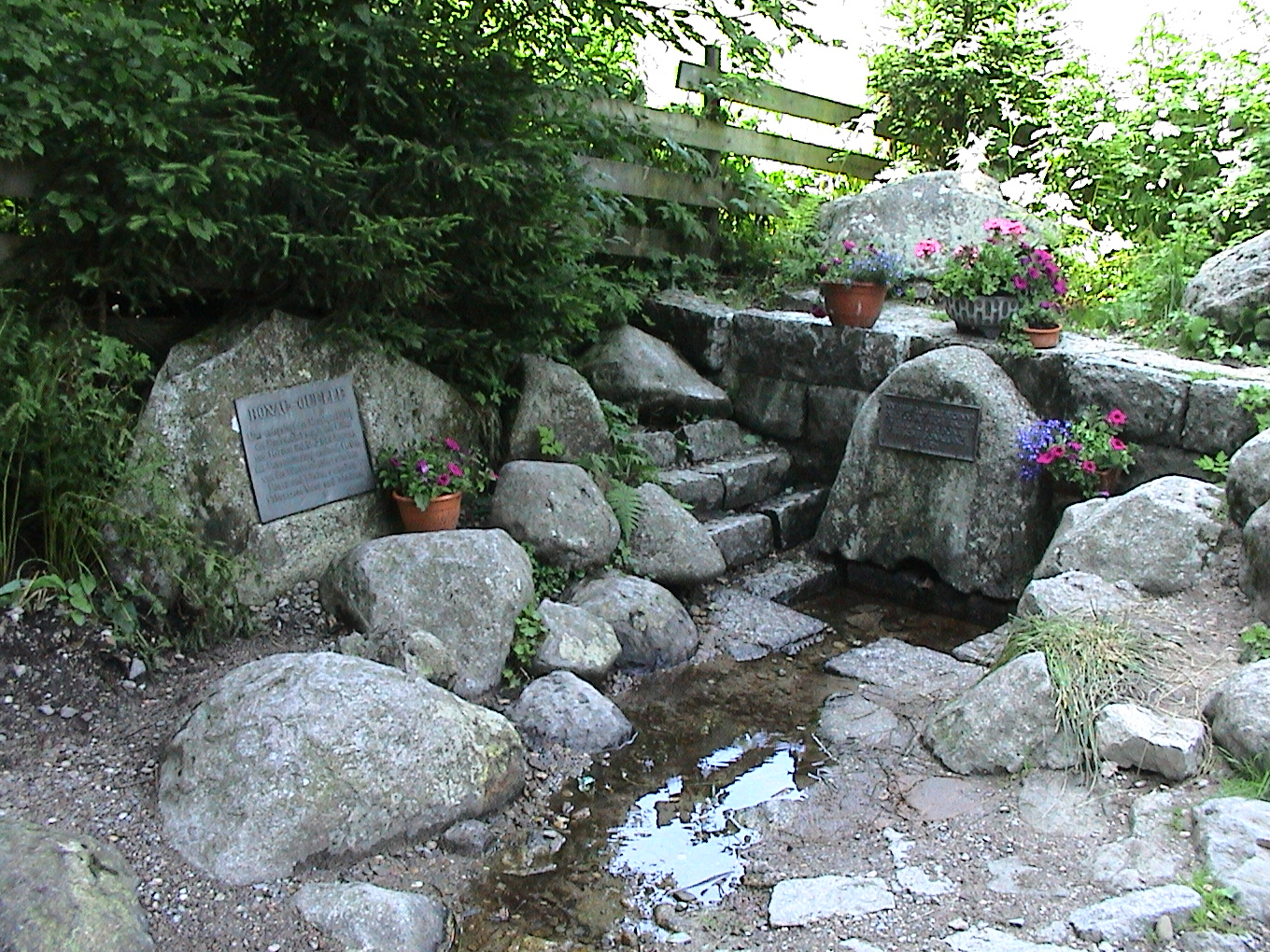
A fonte do Breg.

Abnoba é um deusa gaulesa que era cultuada na Floresta Negra e áreas circundantes. Tem sido interpretada como sendo uma deusa da floresta e do rio e é conhecida de nove inscrições epigráficas. Um altar nos banhos romanos em Badenweiler, Alemanha, e em um outro em Mühlenbach a identificam com Diana, a deusa romana da caçada.
De acordo com Germânia de Tácito, Abnoba era também o nome de uma montanha, de um declive gramado do qual flui a fonte do rio Danúbio. A geografia de Ptolemeu (2.10) também menciona a montanha como a fonte do Danúbio. A faixa circundante, em Ptolemeu, é a Abnobaia ora (o caso nominativo, dado aqui, não está em Ptolemeu), latinizado para Abnobaei montes.
Plínio, o Velho também nos dá declarações sobre Abnoba (Natural History, 4.79). Diz que ela surge oposta ao povoado de Rauricum na Gália e flui de além dos Alpes, implicando que o rio começa nos Alpes, o que ele não começa. Se Rauricum é para ser identificado com o assentamento romano Augusta Raurica, a moderna Augst em Basel-Landschaft, cantão da Suíça, Plínio deve estar se confundindo com o Reno e seus afluentes com o Danúbio.
O Danúbio começa com dois pequenos rios escoando a Floresta Preta: o Breg e o Brigach, ambos de nomes célticos. O mais extenso é o candidato mais favorável: o Breg. O Abnobaei montes seria portanto o Baar sopé do Swabian Alb próximo a Furtwangen im Schwarzwald.
A etimologia do teônimo é incerta. Tem sido associadoPredefinição:Whom ao étimo *abo-s "água, rio", encontrado em e.g. Avon (*abonā). O segundo elemento foi conectadoPredefinição:Whom a: ou a *nogʷo- do PIE, ou a "nu, desnudo" ou a "árvore",Predefinição:Huh ou Predefinição:Whom com a raiz verbal *nebh- "irromper, estar úmido".

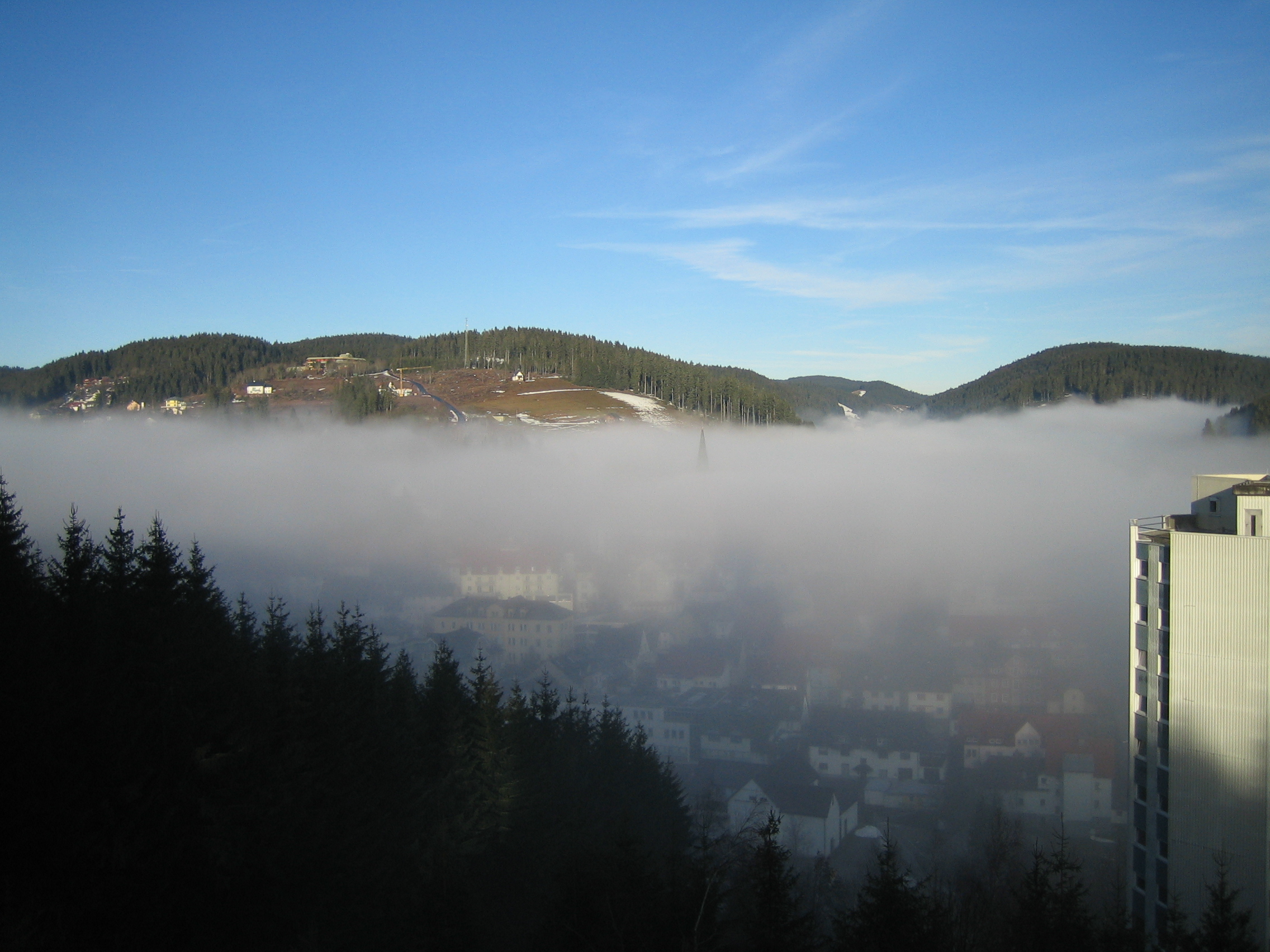
Furtwangen na névoa.